# Regent Records
Regent Records was een Amerikaans platenlabel, dat sinds de jaren 1920 bestond en later een sublabel werd van Savoy Records op het gebied van rhythm-and-blues, rock-'n-roll en jazz.

## Geschiedenis
Bij Regent Records werden sinds de jaren 1920 78-toeren-platen uitgebracht van het Al Trace Orchestra (Linger Awhile), het Lightning Trio en andere swing- en dansmuziek-formaties. Eind jaren 1940 werd de firma overgenomen door Savoy Records. Sindsdien verschenen bij Regent Records 78 toeren-platen, singles (o.a. van Erroll Garner) en circa 30 jazz-lp's. Bij Regent publiceerde Savoy naast klassiek en dansmuziek vooral rhythm-and-blues, vroege rock-'n-roll en jazz van Dorothy Ashby/Frank Wess, Mildred Bailey, Milt Buckner, Wild Bill Davison, Billy Eckstine, Mary Ann McCall (Easy Living), Johnny Otis, Ben Pollack, Charlie Ventura en Joe Williams.
Albums van Regent waren tijdens de jaren 1950 The Cool Sound van Pepper Adams, Jazz Eyes van John Jenkins en Donald Byrd, Jazz South Pacific van J.J. Johnson, Singing and Swinging, o.a. met Annie Ross, Milt Jackson en Shorty Rogers (1956), School Days van Dizzy Gillespie, Milt Jackson en Joe Carroll en Jazz...It's Magic! met Tommy Flanagan, Curtis Fuller en Sonny Red.